# Bajor uralkodók házastársainak listája
Ez a lap a bajor uralkodók házastársainak listája, ami az 1503-tól újra egységes Bajor Hercegség, valamint az 1623-tól fennálló Bajor Választófejedelemség és az azt követő, 1806-ban kikiáltott Bajor Királyság uralkodóinak hitveseit tünteti fel, időrendben. Az első egységes hercegség hercegnéje a Habsburg-házból való Ausztriai Kunigunda, míg az utolsó bajor uralkodóné a Habsburg–Lotaringiai-ház estei ágából származó Mária Terézia királyné volt.

## Bajor hercegnék (1503–1623)
| Királyné                         | Portré | Terminusa                             | Házassága                                       | Megjegyzés                                                                                |
| -------------------------------- | ------ | ------------------------------------- | ----------------------------------------------- | ----------------------------------------------------------------------------------------- |
| Wittelsbach-ház                  |        |                                       |                                                 |                                                                                           |
| Ausztria Kunigunda (1465–1520)   |        | 1503. december 1. – 1508. március 18. | IV. Albert ∞ 1487. január 3. Innsbruck          | III. Frigyes német-római császár és Portugáliai Eleonóra leánya, a Habsburg-ház tagja.    |
| Badeni Mária Jakoba (1465–1520)  |        | 1522. október 5. – 1550. március 7.   | IV. Vilmos ∞ 1522. október 5. Münchner Residenz | I. Fülöp badeni őrgróf és Pfalzi Erzsébet leánya, a Zähringen-ház tagja.                  |
| Ausztria Anna (1528–1590)        |        | 1550. március 7. – 1579. október 24.  | V. Albert ∞ 1546. július 4. Regensburg          | I. Ferdinánd német-római császár és Jagelló Anna leánya, a Habsburg-ház tagja.            |
| Lotaringiai Renáta (1544–1602)   |        | 1550. március 7. – 1579. október 24.  | V. Vilmos ∞ 1568. február 22. Münchner Residenz | I. Ferenc lotaringiai herceg és Dániai Krisztina leánya, a Lotaringiai-ház tagja.         |
| Lotaringiai Erzsébet (1574–1635) |        | 1597. október 15. – 1623. február 23. | I. Miksa ∞ 1595. február 6. Nancy               | III. Károly lotaringiai herceg és Franciaországi Klaudia leánya, a Lotaringiai-ház tagja. |

## Bajor választófejedelemasszonyok (1623–1806)
| Királyné                                      | Portré | Terminusa                                | Házassága                                             | Megjegyzés |
| --------------------------------------------- | ------ | ---------------------------------------- | ----------------------------------------------------- | --- |
| Wittelsbach-ház                               |        |                                          |                                                       | |
| Lotaringiai Erzsébet (1574–1635)              |        | 1623. február 23. – 1635. január 4.      | I. Miksa ∞ 1595. február 6. Nancy                     | A harmincéves háború során a Bajor Hercegségből Választófejedelemség lett.                                                 |
| Ausztriai Mária Anna (1610–1665)              |        | 1635. július 15. – 1651. szeptember 27.  | I. Miksa ∞ 1635. július 15. Augustinerkirche          | V. Vilmos bajor herceg unokája, II. Ferdinánd német-római császár és Bajorországi Mária Anna leánya, a Habsburg-ház tagja. |
| Savoyai Henrietta Adelheid (1636–1676)        |        | 1651. szeptember 27. – 1652. június 26.  | Ferdinánd Mária ∞ 1650. december 8. Torino            | I. Viktor Amadé savoyai herceg és Franciaországi Krisztina leánya, a Savoyai-ház tagja.                                    |
| Ausztriai Mária Antónia (1669–1692)           |        | 1685. július 15. – 1692. december 24.    | II. Miksa Emánuel ∞ 1685. július 15. Augustinerkirche | I. Lipót német-római császár és Ausztriai Margit Terézia leánya, a Habsburg-ház tagja.                                     |
| Lengyelországi Terézia Kunigunda (1676–1730)  |        | 1695. január 12. – 1726. február 26.     | II. Miksa Emánuel ∞ 1695. január 12. Wesel            | III. János lengyel király és Marie Casimire Louise de La Grange d’Arquien leánya, a Sobieski-ház tagja.                    |
| Ausztriai Mária Amália (1701–1756)            |        | 1726. február 26. – 1745. január 20.     | Károly Albert ∞ 1722. október 5. Augustinerkirche     | I. József német-római császár és Braunschweigi Vilma Amália leánya, a Habsburg-ház tagja.                                  |
| Szászországi Mária Anna (1669–1692)           |        | 1747. július 9. – 1777. december 30.     | III. Miksa József ∞ 1747. július 9. Hofkirche         | III. Ágost lengyel király és szász választófejedelem és Ausztriai Mária Jozefa leánya, a Wettin-ház tagja.                 |
| Pfalz–Sulzbachi Erzsébet Auguszta (1721–1794) |        | 1777. december 30. – 1794. augusztus 17. | Károly Tivadar ∞ 1742. január 17. Mannheim            | József Károly pfalz–sulzbachi herceg és Neuburgi Erzsébet Auguszta Zsófia leánya, a Wittelsbach-ház tagja.                 |
| Ausztria–Estei Mária Leopoldina (1776–1848)   |        | 1795. február 15. – 1799. február 16.    | Károly Tivadar ∞ 1795. február 15. Innsbruck          | Ferdinánd Károly főherceg és Modenai Mária Beatrix leánya, a Habsburg-ház estei ágának tagja.                              |
| Badeni Friderika (1776–1841)                  |        | 1799. február 16. – 1806. január 1.      | IV. Miksa József ∞ 1797. március 9. Karlsruhe         | Károly Frigyes badeni nagyherceg unokája, Károly Lajos és Hessen–Darmstadti Amália leánya, a Zähringen-ház tagja.          |

## Bajor királynék (1806–1918)
| Királyné                                          | Portré | Terminusa                             | Házassága                                       | Megjegyzés |
| ------------------------------------------------- | ------ | ------------------------------------- | ----------------------------------------------- | --- |
| Wittelsbach-ház                                   |        |                                       |                                                 | |
| Badeni Friderika (1776–1841)                      |        | 1806. január 1. – 1825. október 13.   | Miksa József ∞ 1797. március 9. Karlsruhe       | A napóleoni háborúk során kikiáltott Bajor Királyság első királynéja Friderika lett.                                           |
| Szász–Hildburghauseni Terézia Sarolta (1792–1854) |        | 1825. október 13. – 1848. március 20. | I. Lajos ∞ 1810. október 12. Münchner Residenz  | Frigyes szász–altenburgi herceg és Mecklenburg–Strelitzi Sarolta Georgina leánya, a Wettin-ház tagja.                          |
| Poroszországi Mária Friderika (1825–1889)         |        | 1848. március 20. – 1864. március 10. | II. Miksa ∞ 1842. október 12. Fischbach         | II. Frigyes Vilmos porosz király unokája, Vilmos porosz herceg és Hessen–Homburgi Mária Anna leánya, a Hohenzollern-ház tagja. |
| Ausztria–Estei Mária Terézia (1849–1919)          |        | 1913. november 5. – 1918. november 7. | III. Lajos ∞ 1868. február 20. Augustinerkirche | Ferdinánd Károly főherceg és Erzsébet Franciska Mária főhercegnő leánya, a Habsburg-ház estei ágának tagja.                    |